# 謝曉穎
謝曉穎（英語：Finola Xie，1996年12月6日—），澳洲華裔女性模特兒、2018年度澳洲華裔小姐競選冠軍、《2019國際中華小姐競選》健美體態佳麗獎得主。

## 簡歷
謝曉穎出生於悉尼，六歲起在澳洲Rogerson Dance Studios學習芭蕾舞。
謝曉穎曾參加2018年度《澳洲華裔小姐競選》，當時代表阿德萊德，並取得冠軍，因而獲得參選《2019國際中華小姐競選》資格，最終進入最後10強，也獲得了健美體態佳麗獎。

## 演出作品

### 電影
- 2021年：《尚氣與十環幫傳奇》飾 動作演員 [4]

## 外部連結
- 謝曉穎的Facebook專頁
- 謝曉穎的Instagram帳戶
- 《2019國際中華小姐競選》– 候選佳麗 - 11號 謝曉穎 - tvb.com
- 2019國際中華小姐競選 | 11號 | 謝曉穎 | 才藝表演 | 芭蕾舞 | 中華小姐
- 娛樂新聞台｜國際中華小姐競選2019｜墨爾本佳麗｜謝曉穎！